# Mastomys kollmannspergeri
Mastomys kollmannspergeri is een knaagdier uit het geslacht Mastomys dat voorkomt in Noord-Niger, Noordoost-Nigeria, Noord-Kameroen, Tsjaad en Zuid-Soedan. Deze soort bevat ook de populaties rond het Tsjaadmeer die bekend zijn als M. verheyeni Robbins & Van der Straeten, 1989, die genetisch nauw verwant zijn aan M. kollmannspergeri. Exemplaren van deze soort zijn eerder geïdentificeerd als Mastomys erythroleucus of de veeltepelmuis (M. natalensis). Het karyotype (2n=38, FNa=40-41) lijkt op dat van M. erythroleucus (2n=38, FN=50-56), maar de verschillen worden groot genoeg geacht voor de erkenning van een aparte soort. Ook genetisch verschilt M. kollmannspergeri van M. erythroleucus. M. kollmannspergeri is mogelijk niet de oudste naam voor deze soort; de namen azrek Wroughton, 1911, blainei Wroughton, 1907 en macrolepis Sundevall, 1843 (allemaal beschreven uit Zuid-Soedan) moeten mogelijk ook tot deze soort gerekend worden.